# 市立芦屋病院
市立芦屋病院（しりつあしやびょういん）は、兵庫県芦屋市にある医療機関である。芦屋市病院事業の設置等に関する条例により設置された市立の病院である。

## 沿革
- 1952年7月12日 - 開院。内科、外科、放射線科の3科、病床数44床。
- 1952年8月5日   - 結核予防法による医療機関指定。
- 1953年6月  7日 - 北病棟（結核病床52床）。看護婦宿舎竣工。
- 1961年2月24日 - 出火、本館焼失。
- 1963年9月　　  - 第1期工事が竣工。
- 1969年9月        - 第2期工事が竣工。
- 1980年4月1日   - 総合病院となる。（一般272床、伝染病25床）
- 1980年5月        - 第3期工事が竣工。
- 1987年12月　   - 第4期工事に着手。
- 1980年4月1日   - 総合病院となる。
- 1998年6月8日   - 救急医療機関告示認定。
- 1999年3月31日 - 伝染病棟廃止。
- 2004年1月　　  -「今後の市立芦屋病院のあり方検討委員会」設置。
- 2004年4月　　  -「今後の市立芦屋病院のあり方検討委員会」答申。
- 2006年5月　　  - 院内開設診療所（泌尿器科、歯科口腔外科）の開所。
- 2007年1月　　  -「市立芦屋病院運営検討委員会」設置。
- 2007年10月　   - 独立行政法人への移行決定。
- 2008年12月　   - 独立行政法人化の定款否決。
- 2009年4月１日  - 地方公営企業法の全部を適用。
- 2010年1月　　  - 病床利用区分変更199床。
- 2012年6月　     - 新病棟完成。外来棟・管理棟改築完了。緩和ケア病棟開設。

## 診療科
- 内科
- 血液内科
- 腫瘍内科
- 消化器内科
- 糖尿病･内分泌内科
- 循環器内科
- 呼吸器内科
- 緩和ケア内科
- 脳神経内科
- リウマチ内科
- 小児科
- 外科
- 呼吸器外科
- 乳腺外科
- 肛門外科
- 産婦人科
- 眼科
- 耳鼻咽喉科
- 整形外科
- 形成外科
- 放射線科
- 皮膚科
- 麻酔科
- ペインクリニック内科
- リハビリテーション科

## 専門外来・センター等
- 脳神経センター・脳疾患予防外来（地域連携室経由での完全予約制）
- 呼吸器外科専門外来・気胸センター
- ヘルニア専門外来・ヘルニアセンター
- 乳腺専門外来
- 肛門専門外来
- 人工関節センター
- 脊椎専門外来
- 人間ドックセンター
- 学習支援外来（事前登録要、定員あり、完全予約制）

＊専門外来等は予約制
- 地域連携室
- 入退院支援センター
- 医療安全推進室

## 病床
- 一般病床　174床
- 緩和ケア病床　24床

## 救急医療
- 内科2次救急
- 外科系救急
- 小児2次救急（輪番制）

## 院内施設
- コンビニエンスストア（ローソン　LAWSON）　*コンビニ横に飲食コーナー3ブースあり
- レストラン（Cafe de Blanche）
- 公衆電話（病棟1階、外来等2,3,4階、管理棟4階）
- 院内FreeWi-fi（病棟、外来等、レストラン等管理棟。24時間利用可能）

## 交通アクセス
- 阪急電鉄芦屋川駅からバスで約25分、徒歩で約35分。
- JR芦屋駅からバスで約20分、徒歩で約30分。
- 北側駐車場（救急外来側）26台。
- 南側駐車場（病棟南側）173台。
- 駐車料金は最初の30分無料、以後30分ごとに100円。外来診察や入退院送迎の場合は2時間無料。
- ネットワークバス（定員29人・無料）が芦屋病院・セントマリアクリニック（JR芦屋駅前）・芦屋市保健福祉センター（呉川町）・南芦屋浜病院（陽光町）の間を月曜～金曜日の7時55分～16時50分の間、30分又は1時間間隔で運行。